# یوراکوچو

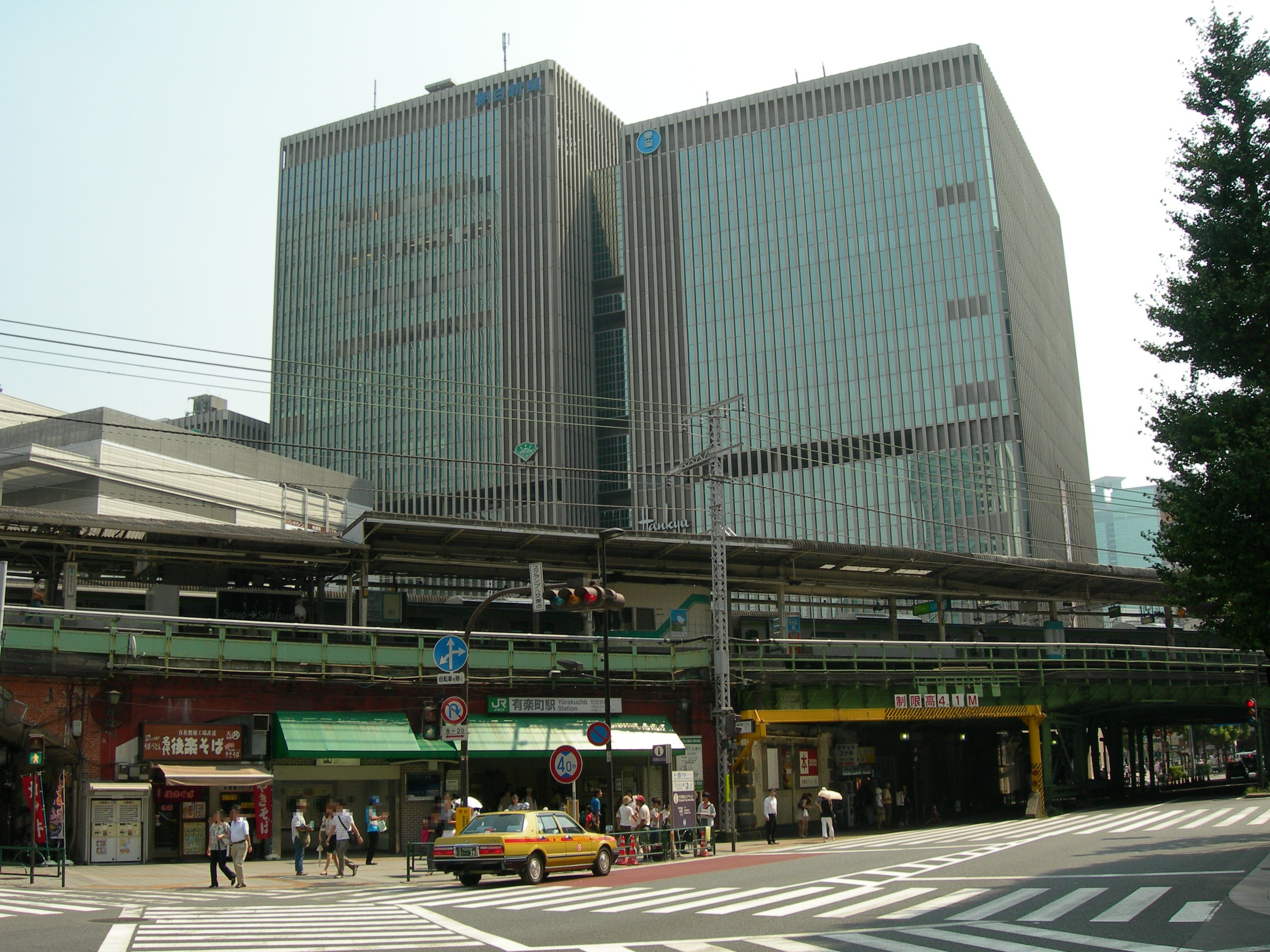
ایستگاه قطار یوراکوچو

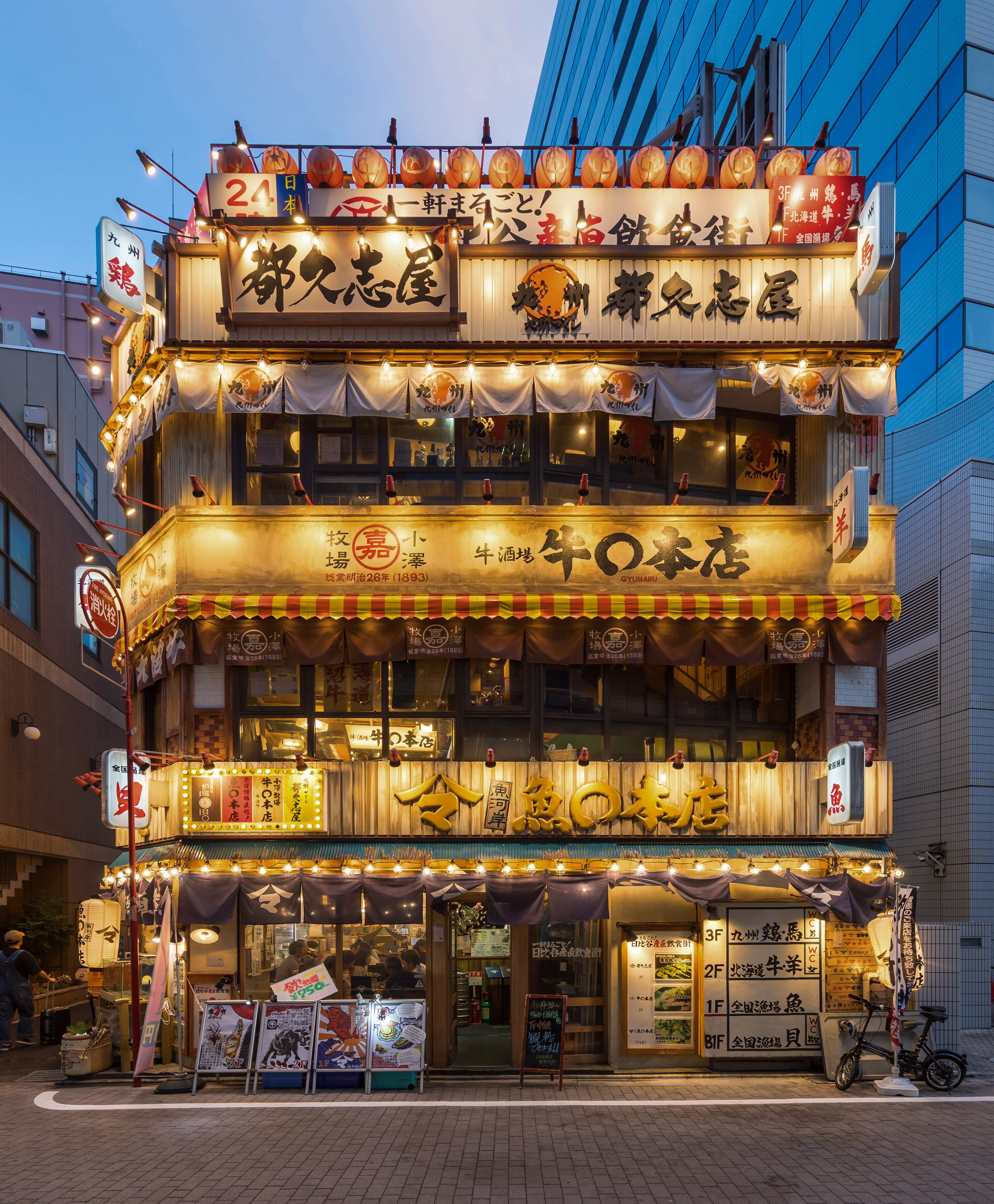
نگاره‌ای از ساختمان یک رستوران سه طبقه در منطقهٔ یوراکوچو، توکیو. نوشته‌ها به خط کانجی و نورپردازی ساختمان جلب توجه می‌کند.

یوراکوچو (به ژاپنی: 有楽町 Yurakucho) در منطقهٔ چیودا در توکیو پایتخت ژاپن واقع شده‌است. در قسمت شمال آن  فروشگاه مارونواوچی، در قسمت شرق گینزا، در قسمت غرب آن پارک هیبیا و در قسمت شمال غربی یوراکوچو کاخ امپراتوری توکیو قرار دارد.

## دسترسی به منطقه
- خطوط راه آهن
  - ■خط یامانوته ایستگاه یوراکوچو
  - ■خط که‌ایهین-توهوکو ایستگاه یوراکوچو
  - ■خط کییو ایستگاه توکیو
  -  خط گینزا، ایستگاه گینزا
  -  خط مارونواوچی، ایستگاه گینزا
  -  خط هیبیا، ایستگاه گینزا یا ایستگاه هیبیا
  -  خط چیودا، ایستگاه هیبیا
  -  خط یوراکوچو، ایستگاه یوراکوچو
  -  خط آساکوسا وابسته به متروی توئی، ایستگاه هیبیا

## نگارخانه

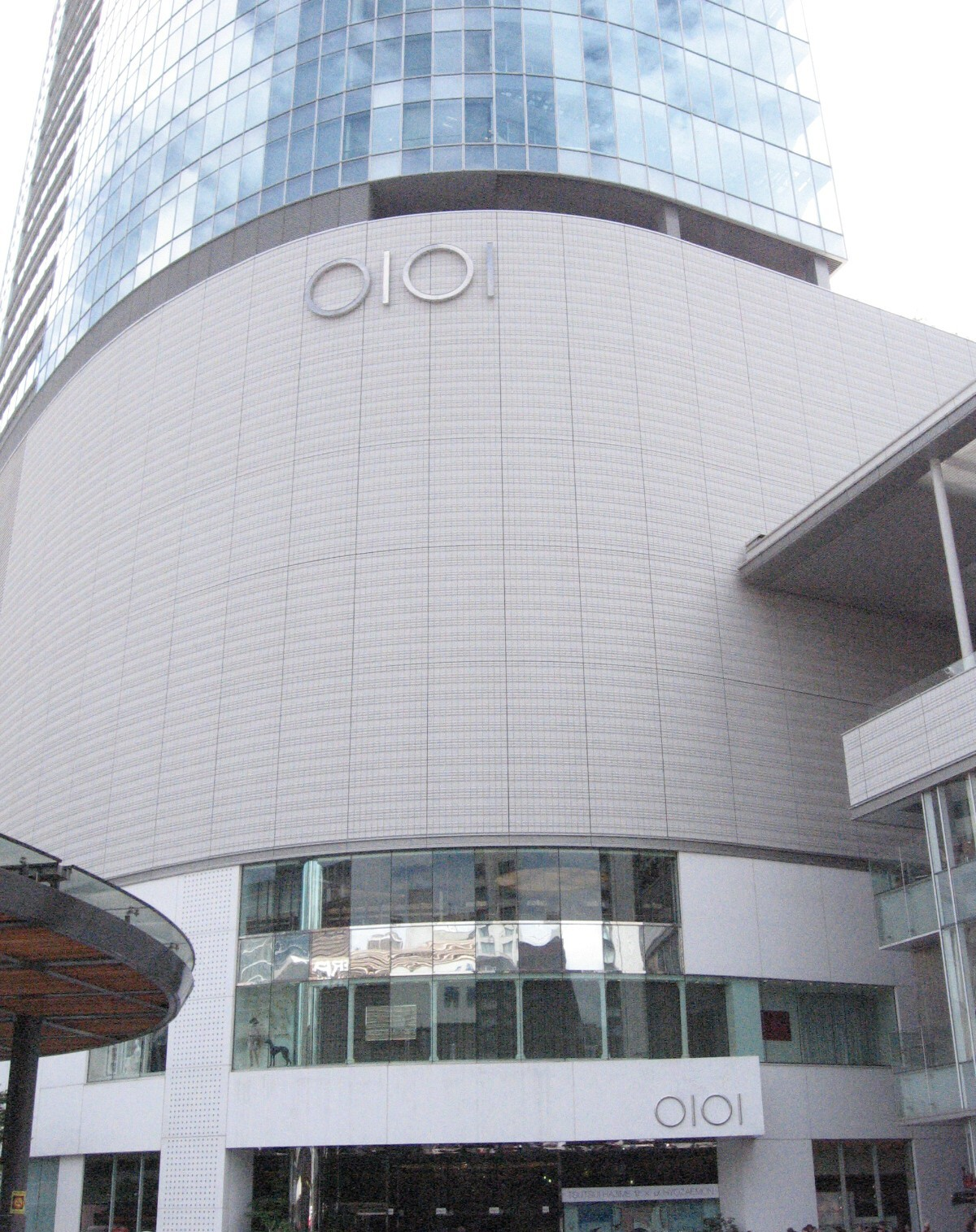
فروشگاه مارونواوچی در یوراکوچو
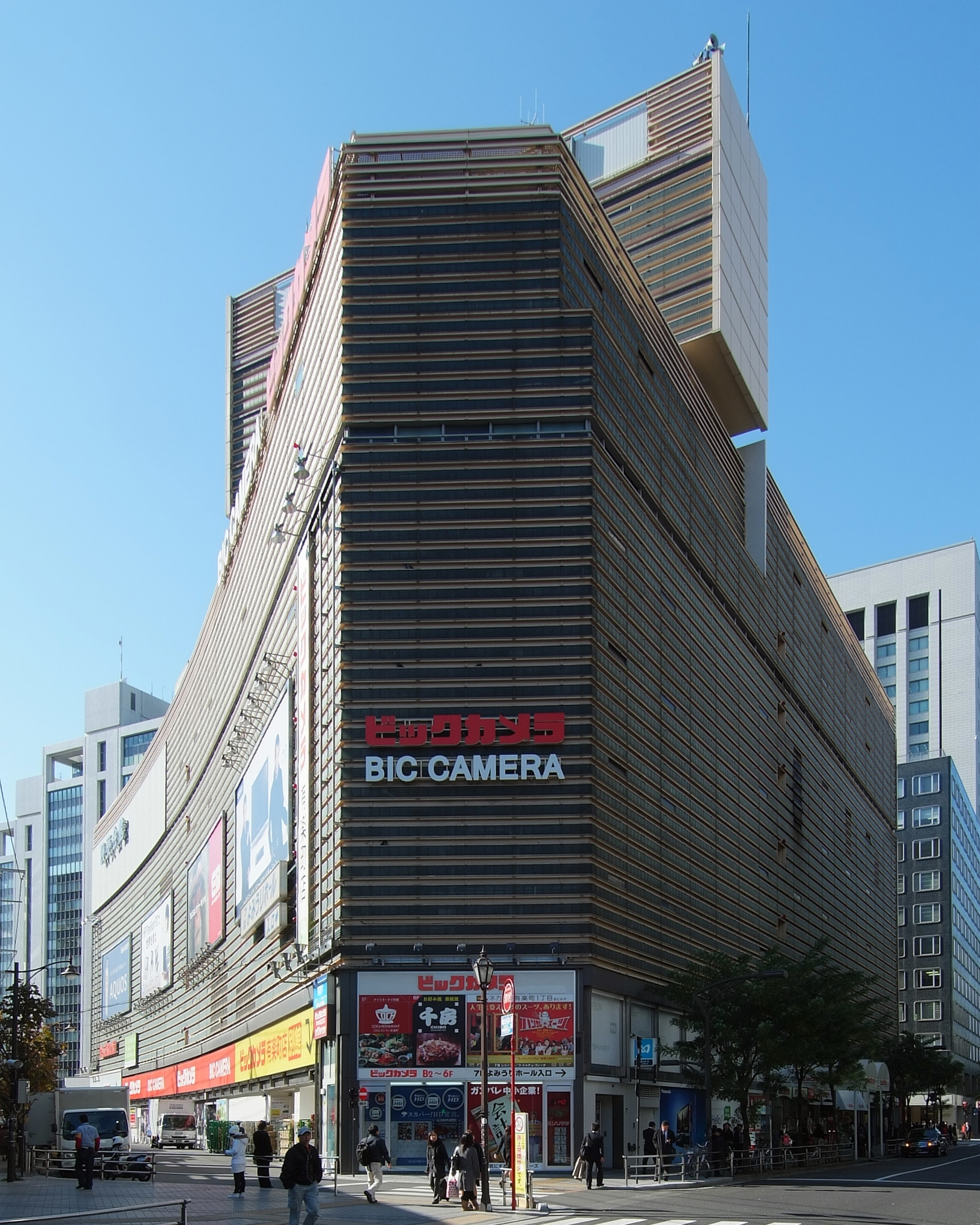
فروشگاه بیک کمرا در یوراکوچو